# Maison Price
La maison Price est une résidence située dans l'arrondissement de Chicoutimi à Saguenay. Elle a été reconnue immeuble patrimonial en 1982, en classée la reconnaissance changer en classement par le ministère de la Culture et des Communications.

## Histoire
En 1867, les fils de William Price fondent la Price Brothers and Company pour centraliser l'administration de l'entreprise. Ils font construire la maison Price vers 1870 et l'utilisent comme bureau. Elle est agrandie entre 1875 et 1878 pour y installer le magasin de la compagnie. Elle est utilisée comme magasin et bureau jusqu'en 1925 où elle est convertie en résidences pour les employées. 